# Brigada 2 Roșiori (1918-1920)
Brigada 2 Roșiori a fost o mare unitate de cacalerie, de nivel tactic, din Armata României, care a participat la acțiunile militare postbelice, din perioada 1918-1920, fiind formată din Regimentul 4 Roșiori și Regimentul 9 Roșiori. Brigada a făcut parte din compunerea de luptă a Diviziei 1 Cavalerie, comandată de generalul Ioan Herescu. :p. 230

## Compunerea de luptă
În perioada campaniei din 1919, brigada a avut următoarea compunere de luptă::p. 230
- Brigada 2 Roșiori

- Regimentul 4 Roșiori - comandant: locotenent-colonel Davidoglu Cleante.
- Regimentul 9 Roșiori - comandant: Călinescu Ion.

## Participarea la operații
Pe fondul unei mișcări de regrupare și întărire a frontului transilvănean, la 28 ianuarie 1919, Brigada 2 Roșiori începea transportarea unităților sale spre zona Toplița—Ditrău—Sânmiclăuș. Astfel îmbarcate, Regimentul 4 Roșiori la București și Regimentul 9 Roșiori la Noua Suliță vor ajunge la destinație pe data de 3 februarie 1919, concentrate fiind în zona Baia Mare – Jibou. :p. 333>:p. 168

## Comandanți
- Colonel Constantin Pribegi Nicolau